# 斯拉特 (加利福尼亞州)
斯拉特（英語：Slater）是位於美國加利福尼亞州克恩縣的一個非建制地區。該地的面積和人口皆未知。

## 地理
斯拉特的座標為35°32′58″N 119°11′50″W / 35.54944°N 119.19722°W，而該地的平均海拔高度為138米（即453英尺）。